# Ancistrocercus vicinus
Ancistrocercus vicinus är en insektsart som beskrevs av Max Beier 1954. Ancistrocercus vicinus ingår i släktet Ancistrocercus och familjen vårtbitare. Inga underarter finns listade i Catalogue of Life.